# São Miguel (đảo)
São Miguel (phát âm [ˈsɐ̃w miˈɣɛl]; Tiếng Bồ Đào Nha có nghĩa là "Thánh Micheal" có biệt danh là "The Green Island" (Ilha Verde), là hòn đảo lớn nhất cũng như là hòn đảo đông dân nhất trong quần đảo Azores của Bồ Đào Nha. Hòn đảo có diện tích 760 km 2 (290 dặm vuông) và có khoảng 140.000 cư dân, trong đó có 45.000 người cư trú tại Ponta Delgada, thành phố lớn nhất của quần đảo.